# Blood for Poppies
Blood for Poppies è un brano musicale del gruppo alternative rock Garbage, estratto come primo singolo dall'album Not Your Kind of People, in formato digitale ed in vinile ad edizione limitata nel 2012. Nel Regno Unito, come primo singolo dei Garbage estratto da Not Your Kind of People è stato pubblicato Battle In Me al posto di Blood for Poppies.
Prima dell'effettiva pubblicazione del singolo, Blood for Poppies è stato distribuito gratuitamente per un certo periodo sul sito ufficiale del gruppo. In una comunicato ufficiale rilasciato in occasione della pubblicazione gratuita, la band ha scritto: "Abbiamo sempre avuto i fans più incredibilmente fedeli, e abbiamo voluto mostrare loro quanto essi significhino per noi dando il brano a loro per primi gratuitamente". In precedenza Blood for Poppies era finito su internet illegalmente.
La cantante Shirley Manson ha dichiarato che "l'ispirazione per questa canzone mi è venuta da un articolo che ho letto sul Los Angeles Time sul commercio dell'oppio e dall'aver visto il documentario Restrepo - Inferno in Afghanistan. È una canzone sul disorientamento, la delusione e la lotta umana a rimanere sani di mente di fronte alla pazzia."

## Tracce
Download digitale
1. Blood for Poppies – 3:38

Vinile 7"
1. Blood for Poppies – 3:38
2. Blood for Poppies (Heads Down Here We Come Remix)

CD
1. Blood for Poppies – 3:38
2. Battle in Me - 4:15

## Classifiche
| Classifica (2012)                                 | Posizione più alta |
| ------------------------------------------------- | ------------------ |
| Alternative (America's Music Charts)              | 16                 |
| Adult Rock (America's Music Charts)               | 27                 |
| Canada: Alternative Rock (America's Music Charts) | 41                 |
| Canada: Active Rock (America's Music Charts)      | 48                 |
| U.S. Rock Songs (Billboard)                       | 30                 |
| U.S. Alternative Songs (Billboard)                | 17                 |
| U.S. Hot Singles Sales (Billboard)                | 13                 |
| U.S. Triple A (Billboard)                         | 27                 |